# Astragalus bazarganii
Astragalus bazarganii är en ärtväxtart som beskrevs av Dieter Podlech och Zarre. Astragalus bazarganii ingår i släktet vedlar, och familjen ärtväxter. Inga underarter finns listade i Catalogue of Life.